# Bernie Stolar
Bernard (dit Bernie) Stolar , né le 9 octobre 1946 et mort le 22 juin 2022, est un homme d'affaires américain et une personnalité de premier plan de l'industrie vidéoludique pendant plusieurs années. Il est, entre autres, le président d'Atari, un membre fondateur de Sony Computer Entertainment America, jouant un rôle essentiel dans le lancement de la première PlayStation, et le président de Sega of America, où il a contribué à diriger le développement de la Dreamcast,.

## Carrière
Bernie Stolar commence sa carrière en co-fondant Pacific Novelty Manufacturing Inc.

## Décès
Bernie Stolar meurt des suites d'une longue maladie le 22 juin 2022 à Los Angeles, en Californie, à l'âge de 75 ans.